# Gralla becvermella

Silueta de la gralla de bec vermell en vol

La gralla de bec vermell (Pyrrhocorax pyrrhocorax) és una espècie d'ocell de l'ordre dels passeriformes.

## Morfologia
- Fa uns 40 cm de llargària.
- És de color negre, només les potes vermelles i el bec vermell trenquen la monotonia cromàtica del seu plomatge.
- Bec llarg, fi i corbat cap avall (en els exemplars joves el bec és de color groc i, aleshores, poden confondre's amb la gralla de bec groc).

## Subespècies
- Pyrrhocorax pyrrhocorax pyrrhocorax
- Pyrrhocorax pyrrhocorax erythropthalmus
- Pyrrhocorax pyrrhocorax barbarus
- Pyrrhocorax pyrrhocorax baileyi
- Pyrrhocorax pyrrhocorax docilis
- Pyrrhocorax pyrrhocorax himalayanus
- Pyrrhocorax pyrrhocorax centralis
- Pyrrhocorax pyrrhocorax brachypus
- Pyrrhocorax pyrrhocorax primigenius (extinta)

## Reproducció
Fa un niu amb palets entre les esquerdes dels penya-segats (a 1000-2100 m d'altitud) i a l'abril-maig hi pon 3 o 6 ous. La femella els cova durant 18-21 dies i alimenten els pollets que en neixen durant 40 dies.

## Alimentació
Menja cucs, insectes, aràcnids i deixalles dels excursionistes que cerquen als prats alpins.

## Amenaces naturals
Els seus depredadors més habituals com a adult són el falcó pelegrí, l'àliga daurada i el duc, mentre que durant la seua etapa al niu com a immadur pot arribar a ésser devorat pel corb. És parasitat pel cucut reial.

## Hàbitat
Viu a gairebé totes les muntanyes d'Euràsia. Generalment, viu per sobre dels 1000 m d'altitud, sempre que hi hagi cingleres i fa moviments de caràcter altitudinal a l'hivern que la poden portar a zones veïnes de menor altitud, i al litoral, on és molt rara o ocasional.

## Distribució geogràfica

Escut del ducat de Cornualla

N'hi ha vuit subespècies que viuen a Irlanda, Gran Bretanya, l'Illa de Man, sud d'Europa, els Alps, Àfrica del Nord, Etiòpia, Àsia central, Índia i la Xina. Als Pirineus pugen durant l'estiu però, fonamentalment, viuen al Prepirineu. Així mateix, també és present al sud de Lleida i a les muntanyes de l'interior de la província de Tarragona.
Era molt popular a Cornoalla –hi figura a l'escut i la llegenda l'associava amb l'ànima del rei Artús– però la destrucció progressiva del seu hàbitat va provocar-ne l'ocàs des del XVIII fins que va desaparèixer completament a mitjan segle xx. Des dels anys 1980, The National Trust que administra la reserva natural de la península del Lizard va llançar un projecte per tornar a introduir la pastura tradicional i la gestió del sotabosc, sobretot per recrear el biòtop de moltes plantes rares. Fins que el 2001 les primeres gralles van tornar per quedar-s'hi i formar una població estable.

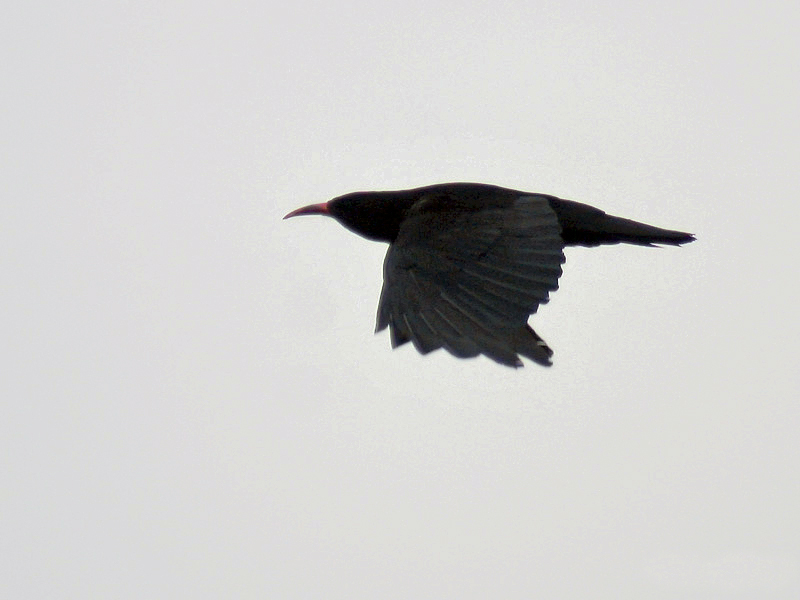
Gralla de bec vermell en vol fotografiada a Himachal Pradesh (Índia)

## Costums
És sociable, gregària, sedentària i increïblement àgil en el vol acrobàtic arran de les parets on nia, fins i tot durant els cops de vent més huracanats.